# Cultura și civilizația dacică

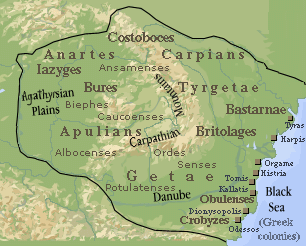
Dacia

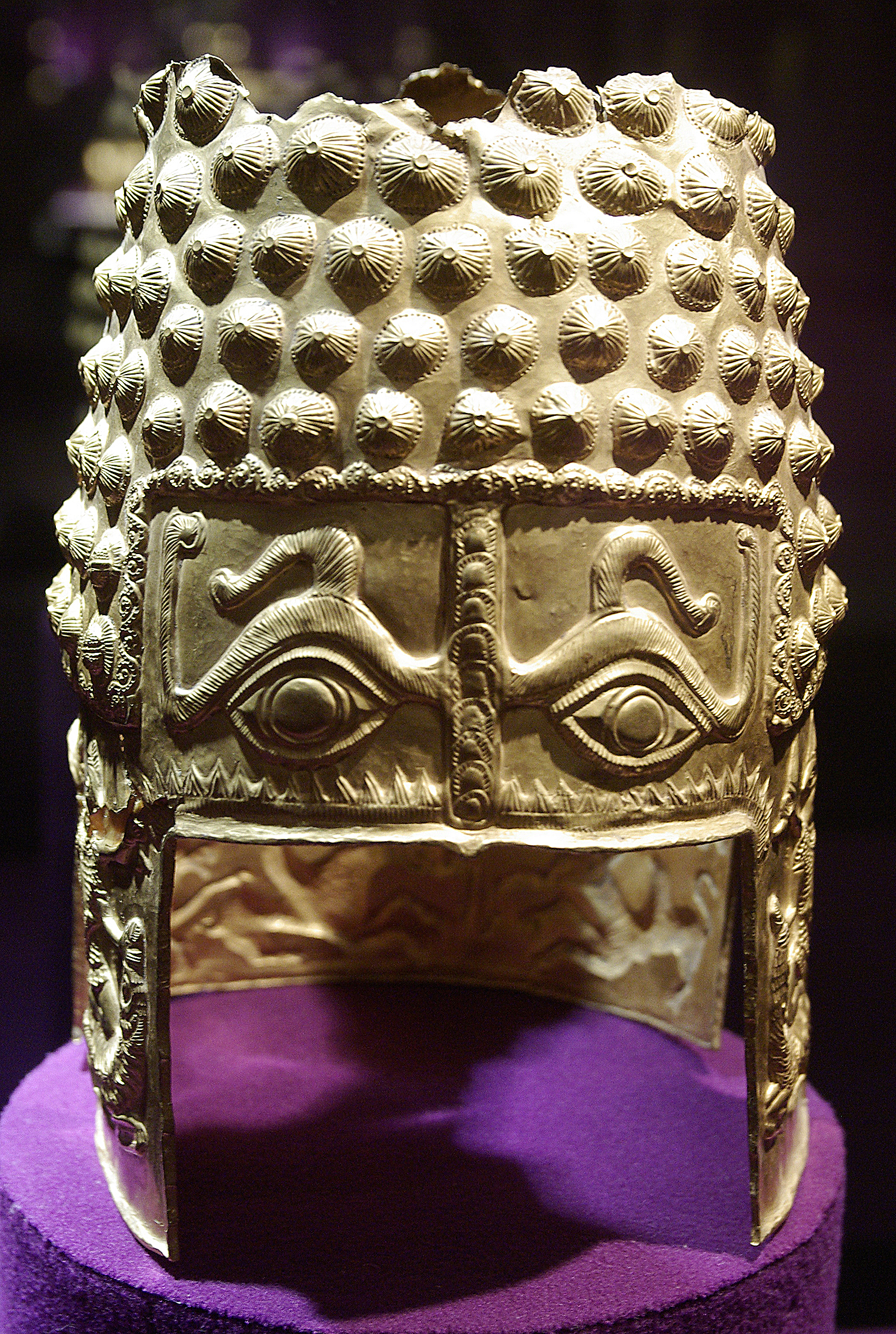
Coiful dacic de la Coțofenești.

Civilizația și cultura dacilor a avut în spațiul carpato-dunărean o dezvoltare de câteva sute de ani și a atins nivelul cel mai înalt în perioada sec. I î.H. - sec. I d.H.
În arheologie, termenul de cultură se referă atât la aspectele vieții materiale, cât și la cele spirituale, în totalitatea lor, studiind: așezările, locuințele, uneltele, armele, ceramica, podoabele, riturile funerare, ritualurile religioase, manifestările artistice. Scriitorul antic Dio Chrysostom spunea: „geții sunt mai înțelepți decât aproape toți barbarii și mai, asemenea romanilor”.

## Etimologie
Ipoteza cea mai plauzibilă asupra etimologiei numelui de „daci” este aceea prin care „daci” este pus în legătură cu cuvântul dáos din frigiană (limbă înrudită cu limba tracilor), care se traduce cu „lup”. După mărturiile anticilor dacii înșiși își spuneau dáoi. Acest lucru poate explica forma de lup a stindardului geto-dacic.
O altă variantă a etimologiei numelui de „daci” este acea prin care această denumire provine din limba dacă prin cuvântul daca, care se traduce cu „pumnal” sau „cuțit”. Aceste arme erau caracteristice geto-dacilor.

## Influențe și caracteristici

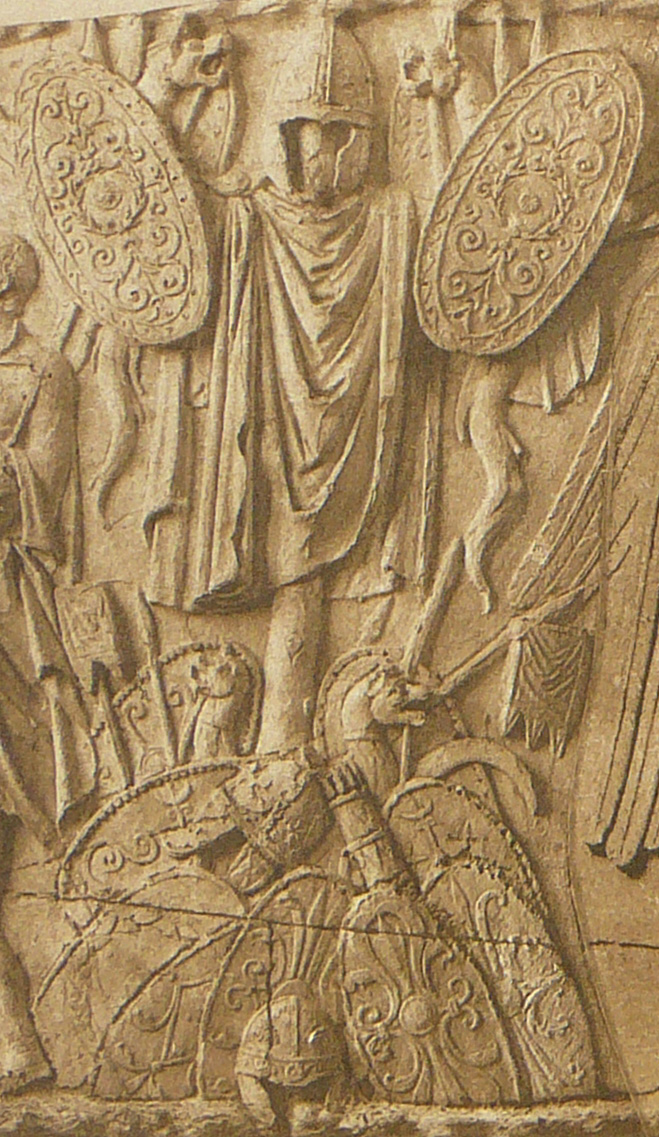
Armament dacic

Cultura daco-getică reprezintă o sinteză originală ce își are rădăcinile bine și adânc înfipte în mediul și în credința autohtonă, putând fi urmărită în timp cu milenii în urmă. Hadrian Daicoviciu spunea că această originalitate nu exclude, ci, dimpotrivă, implică acceptarea unor influențe din afară. Dar dacii nu s-au mulțumit cu preluarea unor elemente de cultură materială de la alte popoare. Ei le-au adoptat, le-au transformat și adesea le-au îmbogățit, contopindu-le în creațiile lor tradiționale și făurind o civilizație profund originală.
O astfel de sinteză originală reprezintă și cultura celtică care la rândul ei se bazează pe fondul autohton în care au fost integrate multiple și fecunde influențe grecești, etrusce ori de altă natură, adaptate și prelucrate în manieră proprie. Au existat raporturi între cultura daco-getică și cea celtică, intervenite în urma contactului direct în urma instalării celților pe teritoriul Daciei. Pătrunderea celților în spațiile daco-getice a avut loc încă în La Tène-ul vechi, ceea ce înseamnă secolul IV î.Hr. Simbioza daco-celtică se concretizează în înmormântarea în cadrul aceluiași cimitir și într-o serie de împrumuturi de bunuri materiale și spirituale, având ca rezultat final o puternică influențare reciprocă.
Este incontestabil că în Europa secolul I î.Hr, în afara statului roman, celții și geto-dacii constituiau cele două popoare importante în spațiul european, care atinseseră în dezvoltarea lor materială și social-politică un înalt nivel. Este de aceea firesc ca între cele două culturi să fie influențări reciproc. De aceea când vorbim despre stadiul culturii geto-dacice, punctele de referire trebuie să le căutăm în cultura celtică. Aportul cercetărilor făcute, mai cu seamă în ultimele 2 decenii, la cunoașterea culturii geto-dacice, au spulberat impresia împărtășită de unii cercetători (străini sau români), după care cultura dacă n-ar fi decât o cultură celtică. Rolul pe care l-au jucat influențele celtice atât la formarea civilizației de tip La Tène geto-dacică, cât și pe vremea lui Burebista, nu poate fi pusă la îndoială, dar aceasta nu înseamnă o celtizare a culturii geto-dacice. Aceasta se dovedește a fi o cultură originală care, a preluat, pe lângă influențe celtice și multe bunuri din civilizația grecească, fie direct, fie prin intermediul tracilor meridionali, la care se adaugă cele romane și celelalte. Cultura tracilor meridionali reprezintă într-o mare măsură o copiere a civilizației grecești, fără un aport propriu prea substanțial, la care, cu greu se poate sesiza și contribuția elementului autohton. 
În cazul unor bunuri create sub influențe grecești, de multe ori este foarte greu de știut cui aparțin, pentru că influențele elene s-au exercitat deopotrivă și asupra celților cât și asupra daco-geților. Numai în puține cazuri aceleași influențe elenistice au determinat produse deosebite și ușor de distins, cum este de exemplu ceramica pictată celtică și cea daco-getică. Deoarece pentru că o vreme Burebista a depus coloniile grecești de pe litoralul de vest al Pontului Euxin și le-a integrat în statul său, a făcut ca influențele acestora să fie cu mult mai puternice decât în cazul celților. Aceste influențe s-au materializat în produse evident superioare de care cultura celtică nu a beneficiat niciodată înainte de ocupația romană. Este vorba de cetățile cu ziduri de piatră ecarisată ori de arhitectura sacră. Tehnica zidurilor dacice (de factură grecească) era evident superioară modalității în care celții își construiau, în aceeași vreme, cetățile. Toate aceste denotă un serios pas înainte, un avans al civilizației daco-getice, favorizat de prezența efectivă și activă a meșterilor greci.

## Origini

### Considerațiuni etnico-culturale și geografice
Pe teritoriu Europei antice, în afara lumii grecești, etrusce și romane, nivelul de civilizație al tracilor n-a fost egalat decât de cel al celților, pe care în unele privințe chiar i-au depășit. Tracii erau un popor a cărui forță și cultură s-a bucurat de multă considerație în antichitate. Denumirea generală de „traci” a fost dată triburilor de limbă tracică dintre Marea Egee și Dunăre; triburile din nordul Dunării, vorbind aceeași limbă tracică, purtau nume de daci sau de geți, sau nume tribale specifice (carpi, costoboci, etc.).
Vasile Pârvan, bazându-se pe diverse descoperiri arheologice, emite ipoteza conform căreia:
"... tot masivul Carpatic, până spre Morava, Vistula, Nistrul nordic și teritoriul la est de acest fluviu, era locuit de tracii nordici, cunoscuți mai târziu sub numele de daci și geți."

Geto-dacii, la fel ca tracii, făceau parte din categoria popoarelor indo-europene de limbă satem, alături de slavi, baltici, indo-iranieni (cum ar fi perșii, sarmații și sciții), armeni și frigieni.
Muzica, religia, medicina populară empirică, artele meșteșugărești dezvoltate de traci erau unanim apreciate de greci și de romani, iar aportul traco-frigian la cultura elenică a fost considerabil: divinități ca Dionysos, Sabazios, Semele, Seirenes, Silenus, etc.; medicină populară: zeul-"medic" Esculap (Asclepios), plante medicinale geto-dace, câteva cuvinte importante în limba greacă (ambon, basileus, etc.) și o serie de mari figuri ale civilizației elenice: Tucidide, artiștii Brygos, Doidalses, antroponime trace, gramatici ca Dionysius Thrax, câțiva filologi, etc. Teritoriul ocupat de traci se întindea de la Marea Egee până în regiunea Boemiei, și din zona Serbiei actuale până la gurile Bugului. Dar, în contrast cu tracii dintre Haemus și Marea Egee, care n-au reușit să-și întemeieze o civilizație proprie și o politică a lor, ci serveau numai ca unelte oarbe, mercenari sălbatici, geții, stăpânitorii marelui drum de civilizație al Dunării, de la început își urmăreau o politică a lor și alcătuiau un stat bine închegat, primeau puternice înrâuriri grecești, dar în aceeași vreme ofereau la rândul lor și grecilor și romanilor o consistență spirituală superioară și foarte caracteristică, pe care literatura antică a însemnat-o cu mirare și admirație, făcând din geți aproape un popor fabulos, prin vitejia, înțelepciunea și spiritul lui de dreptate.
Dacii și geții, ramură a marelui popor indo-european al tracilor, erau unul și același popor (fapt recunoscut de autorii antici) și vorbind aceeași limbă. Dintre cele peste 100 de formațiuni tribale și gentilice ale tracilor, triburile dacilor și geților erau cele mai mari și cele mai puternice. Ocupau teritoriul cuprins între Munții Balcani (Haemus) și Munții Slovaciei, și de la litoralul apusean al Mării Negre până dincolo de bazinul Tisei, adică până la Bazinul Panonic. Triburile denumite "dacice" locuiau pe teritoriul actualei Transilvanii, - Bazinul Carpatic -, și al Banatului, iar ale "geților" în câmpia Dunării (inclusiv în sudul fluviului), în Moldova și Dobrogea de azi. Una și aceeași populație geto-dacă apare la scriitorii greci de obicei cu numele generic de "geți", iar la autorii romani cu denumirea de "daci", pentru prima dată la Iulius Caesar. Dacii și geții sunt menționați de 63 de autori antici; de 32 în limba greacă și de 31 în latină. Între etimologiile propuse pentru numele de "daci" este și cea care îl presupune ca derivând din daca ("cuțit, pumnal", arma caracteristică populațiilor geto-dace). Dar ipoteza cea mai plauzibilă pare a fi cea care leagă acest nume de dáos, cuvânt care în frigiană (limbă înrudită cu limba tracilor) înseamnă "lup". După mărturia lui Strabon, dacii înșiși își spuneau Dáoi. Pare destul de probabil că numele lor etnic derivă, în ultimă instanță, de la epitetul ritual al unei confrerii războinice. Triburi războinice cu numele de "lupi" se întâlnesc în multe alte părți (în Spania, Irlanda, Anglia, etc.). Acest nume de animal, desigur totemic, explică forma de lup a stindardului dac. Se pare că în prima jumătate a sec. II î.e.n. toate aceste formațiuni gentilice și tribale constituiau patru uniuni puternice, fiecare emițând (încă din secolul anterior) monedă proprie.

### Cronologie
Nu se poate cunoaște data la care aceste ramuri tracice au ocupat ținuturile carpato-dunărene, locuite încă din epoca paleolitică; cert este însă că cei dintâi autori antici care îi menționează îi consideră autohtoni, deci instalați aici din timpul primelor migrații indo-europene, tracice. Geto-dacii s-au desprins din masa triburilor trace, începând să-și contureze un profil de civilizație distinctă, pe la începutul mileniului I î.e.n. Câteva secole mai târziu, numele lor apare la autorii greci, alături de cel al sciților. Sciții, popor de origine iraniană, au ocupat pe la începutul sec. VII î.e.n. stepa din nordul Mării Negre, precum și regiunea Dobrogei în sec. III-II î.e.n. (care va fi menționată mai târziu în istorie ca Sciția Mică, Scythia Minor). Contactele stabilite încă din secolul VI î.e.n. cu sciții risipiți pe teritoriul Daciei (și cărora geții din Dacia le erau infinit superiori prin calitatea și vechimea culturii lor) au lăsat puține urme în arta geto-dacă.

## Economia

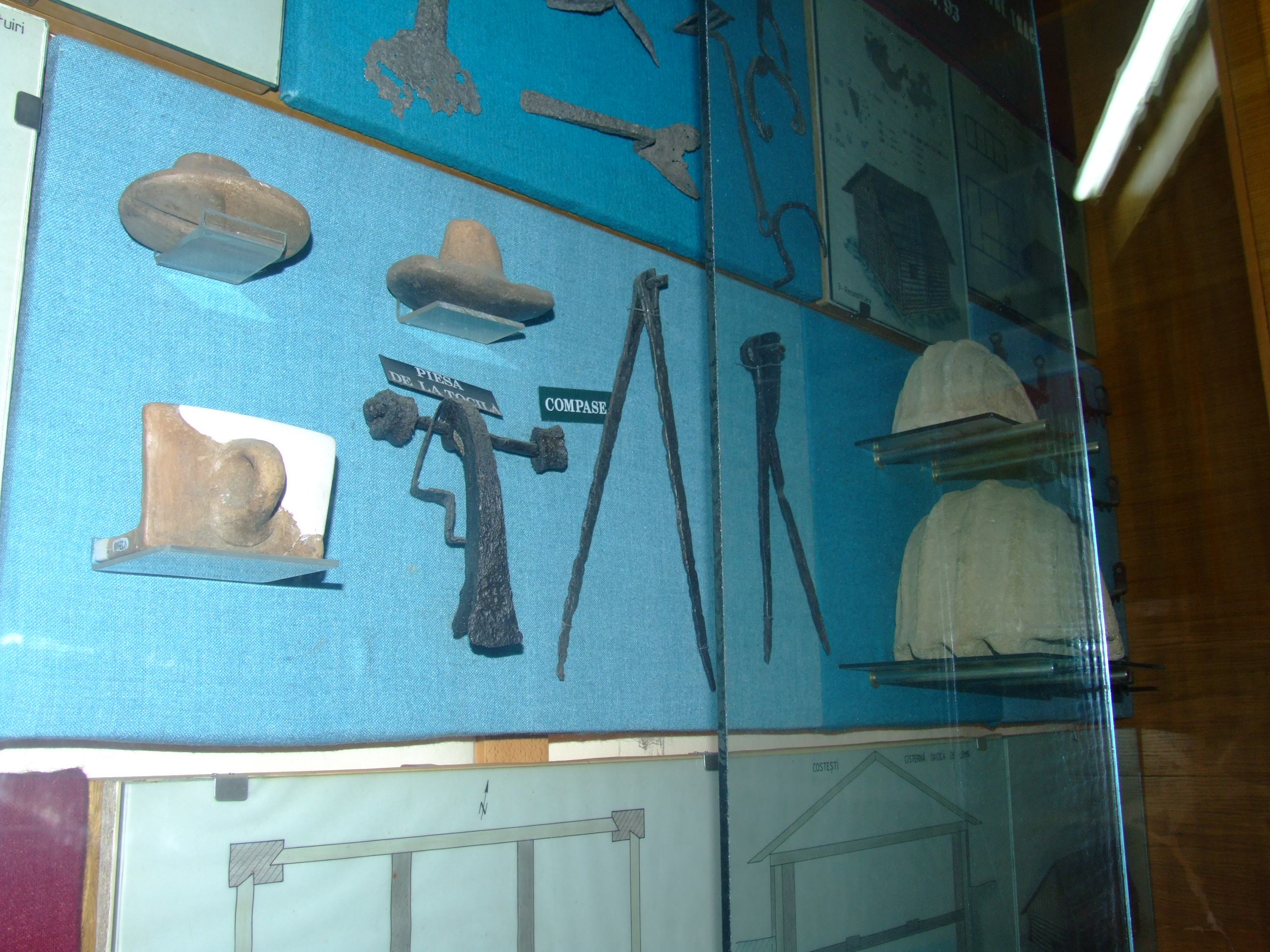
Unelte dacice

Formațiunea social-economică geto-dacă era cea de tipul obștii sătești, a proprietății colective a pământurilor. Dar alături de proprietatea comună funciară exista și proprietatea privată a comatilor, precum și proprietatea privată a regelui, a nobililor și a preoților. Teoretic, pământul aparținea monarhului. Comatilor le rămânea tripla obligație față de stat (a plății dărilor, a participării la lucrările publice și a satisfacerii obligațiilor militare).
La prea puținele date transmise de autorii antici cu privire la economia geto-dacilor se adaugă mărturia istoricului got Iordanes (sec. VI e.n.), care în Istoria și originea geților, folosind și lucrarea (pierdută) a contemporanului său Cassiodor, scrie că geții au fost totdeauna superiori aproape tuturor barbarilor și aproape egali cu grecii, și după cum relatează Dio Chrysostomos, care a compus istoria și analele lor în limba greacă. Dio a fost un filosof și rector grec (cca 40-112), care, proscris de împăratul Domițian, a trăit printre geți, lăsând și câteva informații asupra lor. Oricum, atât textele sporadice ale autorilor antici, cât și descoperirile arheologice conduc la concluzia că, sub raportul dezvoltării economice și sociale, civilizația geto-dacilor era mult mai înaintată decât cea, de pildă, a germanilor.

### Agricultura
Asemenea celorlalte ramuri tracice, și geto-dacii erau mari producători de cereale: orz, secară, linte, bob și mai multe varietăți de grâu. Baza economiei o formau agricultura și creșterea vitelor. Foloseau plugul cu brăzdar și cuțit de fier încă din sec. III î.e.n. Inventarul uneltelor agricole de fier însuma la acea dată: coase lungi (de tip celtic), seceri, sape, săpăligi, cosoare pentru tăiatul viței de vie, târnăcoape, securi, greble cu șase colți, etc.
Geto-dacii cultivau intensiv și vița de vie. Câțiva termeni dacici legați de această ocupație au rămas până azi în limba română (butuc, strugure, curpen). Practicau tot atât de intens albinăritul și, bineînțeles, pescuitul. Creșteau vite cornute, mici și mari; iar rasa de cai foarte iuți ai geților era renumită. Dacia era vestită și prin bogățiile ei naturale. Lemnul pădurilor transilvane era foarte căutat de greci pentru construcția corăbiilor. Din timpuri vechi, dacii foloseau desigur păcura, dar numai cea găsită la suprafață (căci dovezi privind extracția păcurii nu există decât din epoca romană). Cu sarea gemă (mult folosită atât pentru conservarea peștelui și a cărnii, cât și la argăsitul pieilor) geto-dacii făceau un comerț intens, mai ales cu grecii.

### Prelucrarea metalelor

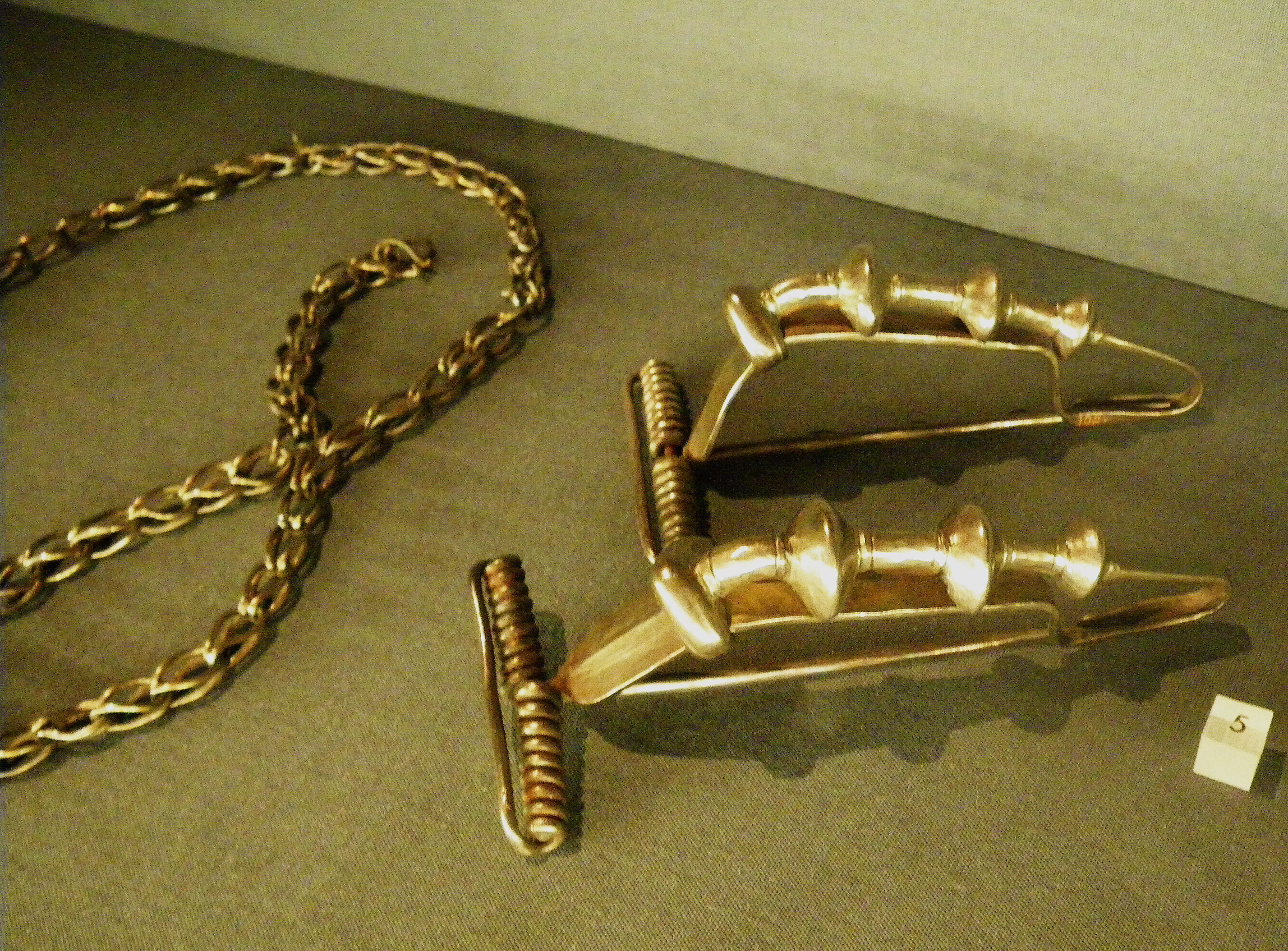
Podoabe dacice (Kunsthistorisches Museum - Viena)

Pământul Daciei era foarte bogat în minereuri. Meșterii geto-daci lucrau fierul și arama, argintul și aurul. Reducând minereul de cupru la o temperatură de 1085°C și amestecându-l cu cositor obțineau bronzul din care făceau felurite unelte și podoabe. Exploatau aurul nu numai din aflorismente (locurile unde, prin eroziune, roca auriferă apare la suprafață), ci și din nisipul aurifer al râurilor de munte. O mare dezvoltare luase prelucrarea fierului; metalurgia fierului a început pe teritoriul României către anul 800 î.e.n. În timpul lui Decebal, se pare că la Sarmizegetusa și în împrejurimi existau cele mai mari ateliere de metalurgie din întregul teritoriu al Europei, rămas în afara Imperiului roman.
În aceste ateliere se confecționau, mai întâi, ustensilele: nicovale masive, ciocane de diferite forme și dimensiuni, baroase și ciocane de forjă, pile, clești, dălți. Apoi, unelte și obiecte de fier servind la prelucrarea lemnului sau în construcții: ferăstraie cu pânză lată sau îngustă, cuie și piroane, topoare, scoabe, cuțitoaie, burghii, tesle, ținte, zăvoare și balamale pentru uși. În atelierele geto-dacilor se fabricau și marile cantități de arme necesare unei armate atât de numeroase: lănci și sulițe, săbii drepte și curbate, pumnale, scuturi, vârfuri de sulițe, etc. Apoi, diferite alte articole: lanțuri, compase, sule, cârlige de undițe, foarfeci, lame de brici, frigări mari (cu suporturile respective) cu doi sau mai mulți dinți, cuțite, etc. Din fier se confecționau și podoabe sau accesorii pentru îmbrăcăminte (catarame, paftale, nasturi, fibule, brățări, etc.).

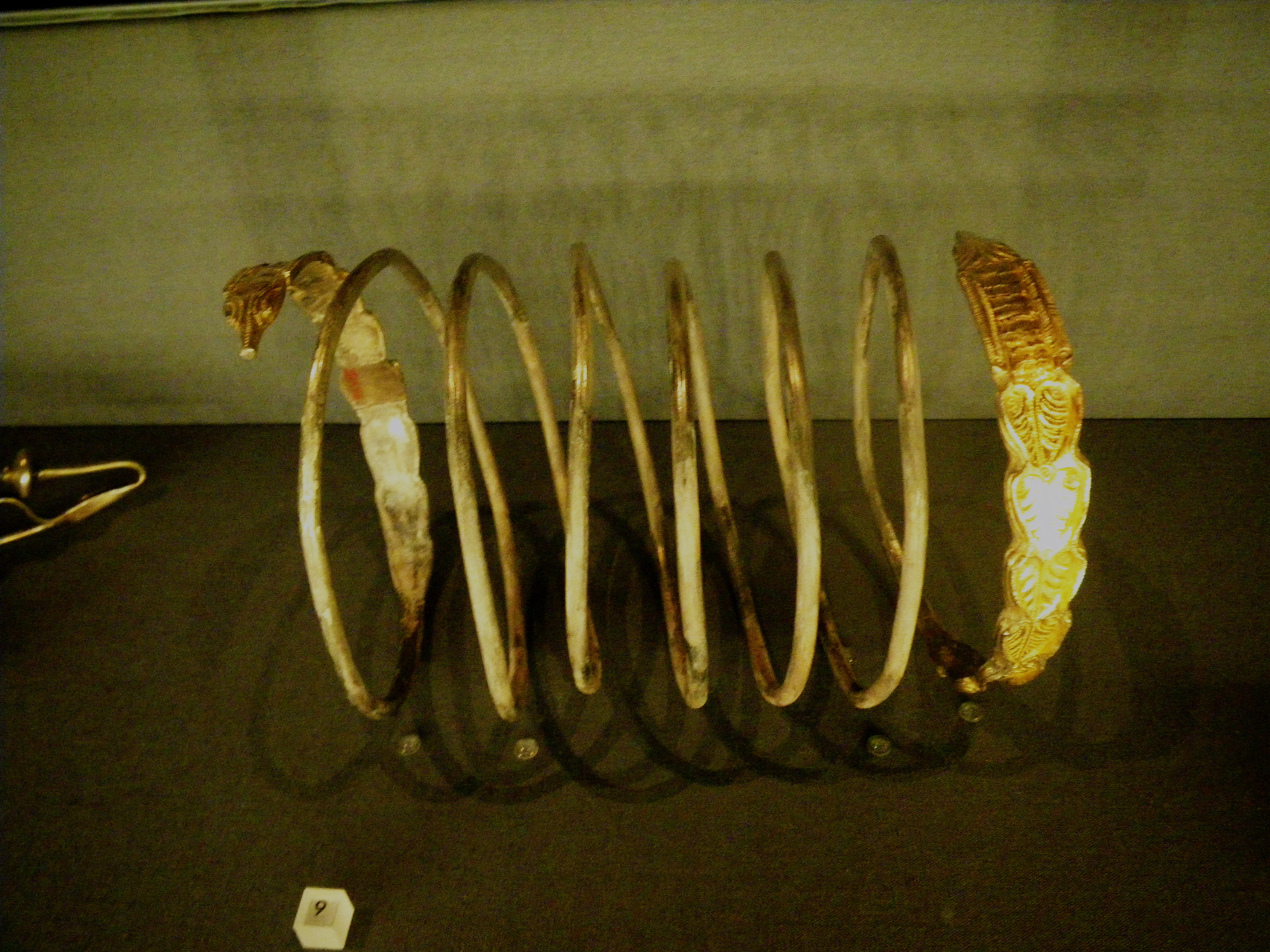
Brățări spiralice dacice

Dar podoabele erau mai ales din argint. În atelierele argintarilor daci (în care s-au descoperit și uneltele meșterilor: nicovale mici, dălți, pile, ciocănașe) se lucrau coliere, brățări, inele, fibule, broșe, catarame; de asemenea, piese de harnașament. Existau adevărate centre meșteșugărești, grupând mai multe genuri de ateliere, printre care era și câte un atelier de orfevrărie; dar existau și meșteri argintari ambulanți, care se stabileau temporar în diferite localități mai mici. Măiestria lor se arăta în piese lucrate cu o fantezie și deosebită finețe: se cunosc încă din secolele IV și III î.e.n. podoabe reproducând prin tehnica ciocănitului imagini de ființe umane și animale, motive scito-iraniene vegetale sau fantastice, brățări spiralice, lanțuri ornamentale obținute prin împletire de fibre sau îmbinări de inele, palmete și capete de animale stilizate, brățări cu capete de șarpe de tip elenistic, din tezaurele de la Pecica, Costești, Căpâlna, Stăncuța în județul Galați, etc. Pe întreg teritoriul geto-dacic exista o artă dacică a argintului, generalizată, începând din sec. III î.e.n.
Meșterii argintari daci practicau și tehnica suflării cu aur. Obiectele de aur descoperite până acum sunt însă într-un număr foarte mic. Explicația (o explicație cel puțin parțială) ar putea fi dată de faptul că numai regele avea dreptul să posede obiecte de aur. Primul rege al marelui stat geto-dac (și, probabil că, înaintea lui, și șefii triburilor) instituise monopolul regal asupra aurului.

### Ceramica
De-a dreptul impresionantă este cantitatea și calitatea ceramicii geto-dacilor, fapt atestat de descoperirile arheologice.
Meșterii daci au început să folosească roata olarului din prima jumătate a sec. V î.e.n. Alți cercetători susțin însă că roata olarului ar fi fost folosită pe teritoriul geto-dacilor începând din sec. III î.e.n. La geții din Dobrogea și din câmpia de sud a Olteniei și Munteniei, tehnica lucrării ceramicii la roată se constată din secolele VI-V î.e.n. Deși ceramica lucrată cu mâna de geto-daci datează dintr-o perioadă mai veche (vasele descoperite la Tariverde datează din sec. VI î.e.n.), o producție locală caracteristică, de ceramică tipic geto-dacă apare mai întâi în perioada secolelor V-IV î.e.n. După o perioadă considerată „medie” (sec. III-II î.e.n.), epoca de aur a acestei ceramici este atinsă între aproximativ 100 î.e.n. și 106 e.n.; dată la care, odată cu cucerirea romană, ceramica geto-dacă va fi mult influențată (și treptat înlocuită) de produsele lucrate cu tehnica de depurare a pastei folosită de romani.
Olarii geto-daci au preluat uneori de la meșterii străini unele procedee tehnice, sau anumite forme și motive ornamentale, imitând (de pildă) cupele grecești de tipul celor din Delos; dar formele vaselor geto-dace sunt în marea lor majoritate originale. Și dacă la aceasta se mai adaugă și faptul că ceramica fină, cerută de clienții bogați, mai era uneori și pictată cu motive animale sau vegetale (mai rar umane), se constată că meșterii olari din Dacia nu erau întru nimic inferiori meșterilor celorlalte popoare antice care la acea dată se aflau pe aceeași treaptă de civilizație.
Chiar din perioada secolelor V-IV î.e.n., când repertoriul de forme era încă sărac, apar, lucrate cu mâna, cele două forme caracteristice pentru ceramica geto-dacă: ceașca cu toartă (așa numita ceașcă dacică) și farfuria cu picior înalt, „fructiera”, cum i se spune de obicei, fiindcă seamănă într-adevăr cu o fructieră clasică. Cea mai veche ceașcă dacică cunoscută (găsită la Schela Cladovei, lângă Turnu Severin) datează din sec. II î.e.n. Ornamentația este încă simplă, reducându-se la linii incizate, alveole făcute cu degetul, precum și proeminențe în relief de brâie, butoane, uneori chiar reprezentări schematice de flori sau animale. În secolele III-II î.e.n. vasele sunt lucrate mult mai îngrijit. Formele de bază rămân aceleași, dar cu un număr mare de variante și (fără a fi încă pictate) cu un mult mai bogat repertoriu ornamental: brâu în relief cu alveole, toarte (în cazul cănilor de lux) lucrate în torsadă, ornamente lustruite. Nu este, firește, cazul chiupurilor, a vaselor mari servind la păstrarea proviziilor, îngropate în pământ și atingând chiar o dimensiune de 2,20 m.
În perioada ei de apogeu (sec. I î.e.n.-sec I e.n.), ceramica geto-dacă era în general lucrată cu roata (această tehnică predominând cantitativ în sec. I e.n.). Apar acum, sub influența ceramicii elenistice, vasele pictate: peste angoba (vopseaua) alb-gălbuie, motive geometrice, mai simple sau mai complicate, elemente vegetale redate fie naturalist fie stilizat, reprezentări (niciodată umane) de păsări și animale reale sau fantastice. Culorile folosite sunt de obicei roșul și brunul (în diferite nuanțe); mai rar, galbenul și negrul. Păsările și animalele sunt redate în mișcare sau în repaos, uneori având probabil semnificații simbolice și fiind, poate, angajate într-o compoziție, într-o scenă; dar până în prezent nu s-a descoperit niciun vas întreg care să confirme această presupunere.

## Așezările

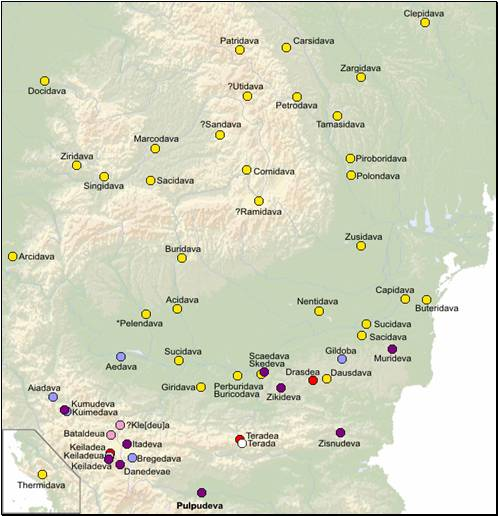
Teritoriul onomastic al elementului „dava” după Sorin Olteanu

Geto-dacii locuiau în așezări obișnuite și în cetăți. Cetățile se numeau „dave”.

## Organizarea politică
Geto-dacii trăiau organizați în triburi și uniuni de triburi conduse de șefi militari care aveau drept centru de reședintă o așezare fortificată numită dava.

### Forme statale
Istoricii și sociologii vorbesc despre forme de "monarhie federală" la Daci, în perioadele când mai multe triburi se uneau sub conducerea unui singur șef militar. Dar nu de "stat" în sensul grec, roman sau actual al cuvântului, deoarece nu există date care să atesteze instituții permanente de coordonare sau de arbitrare a obștilor, de guvernare a societății sau de administrare a teritoriului. În mod curent, funcțiile de coordonare, de arbitrare, de guvernare și de administrare erau exclusiv și direct împlinite de șefii fiecărui trib în parte. Dacii ca popor puteau întruni armate puternice, construi cetăți sau poduri, dar numai ocazional, pentru a pregăti o acțiune militară. Sărbătorile și cultul erau alte ocazii de a întruni mulțimi și triburi diferite, dar și aici formele de organizare colectivă dispăreau odată încheiate festivitățile.

### Societatea
După Herodot, societatea dacilor era împărțită în trei categorii care se regăsesc sub diferite forme și denumiri la alte popoare de limbi și origini indo-europene : Poliștii, regi-preoți, intermediari între lumea divină și lumea pământeană ; Taraboștii, nobili care luptau călare, aducând la luptă propriile arme și proprii cai ; și Comații, țărani care luptau pe jos, cu arme aduse de Poliști și Taraboști. Poliștii și Taraboștii purtau tradițional barbă și părul scurt (astfel și sunt reprezentați pe columna traiană și pe arcul lui Constantin) ; Comații își puteau rade barba și lăsa părul lung, de unde și denumirea lor (cuvântul coma având aceiași etimologie cu "coamă" și "cometă").

## Organizarea militară

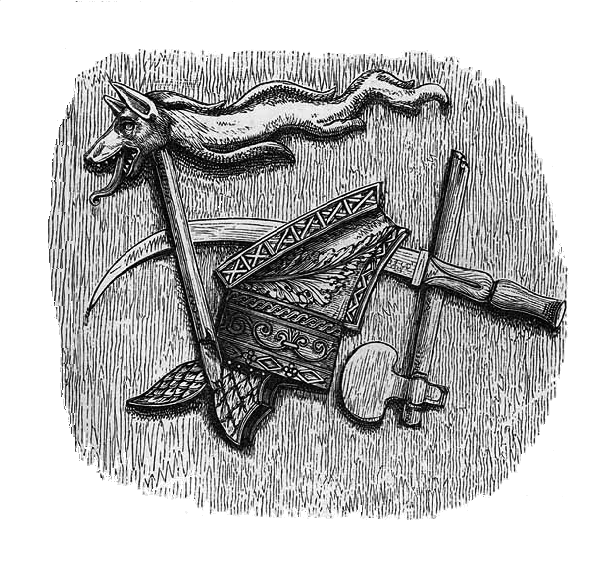
Simboluri dacice

Autorii antici, în general, subliniază virtuțile războinice ale daco-geților; și într-adevăr, crearea, menținerea și prestigiul statului s-au fondat în mare măsură pe o bună organizare militară, atât ofensivă, cât și defensivă.

### Armata
V. Pârvan susține că "unele procedee tactice, ca ordinea de bătaie în unghi ascuțit pentru a străpunge frontul dușman, au fost învățate de geți de la sciți". Mărturiile contemporanilor îndreptățesc presupunerea (formulată de D. Berciu) că "în epoca lui Decebal exista într-adevăr o armată permanentă care se instruia mereu" și că "se practica sistemul de recrutare teritorial-unională și pe obști". Dio Chrysostomos, care cunoștea situația din Dacia de după anul 89 e.n. relatează că "acolo la ei [la daco-geți] puteai să vezi peste tot săbii, platoșe, lănci, peste tot cai, peste tot arme, peste tot oameni înarmați". În împrejurări speciale, getul dobrogean "C-o mână e pe armă, cu cealaltă pe plug", confirmă un alt martor ocular, Ovidiu.

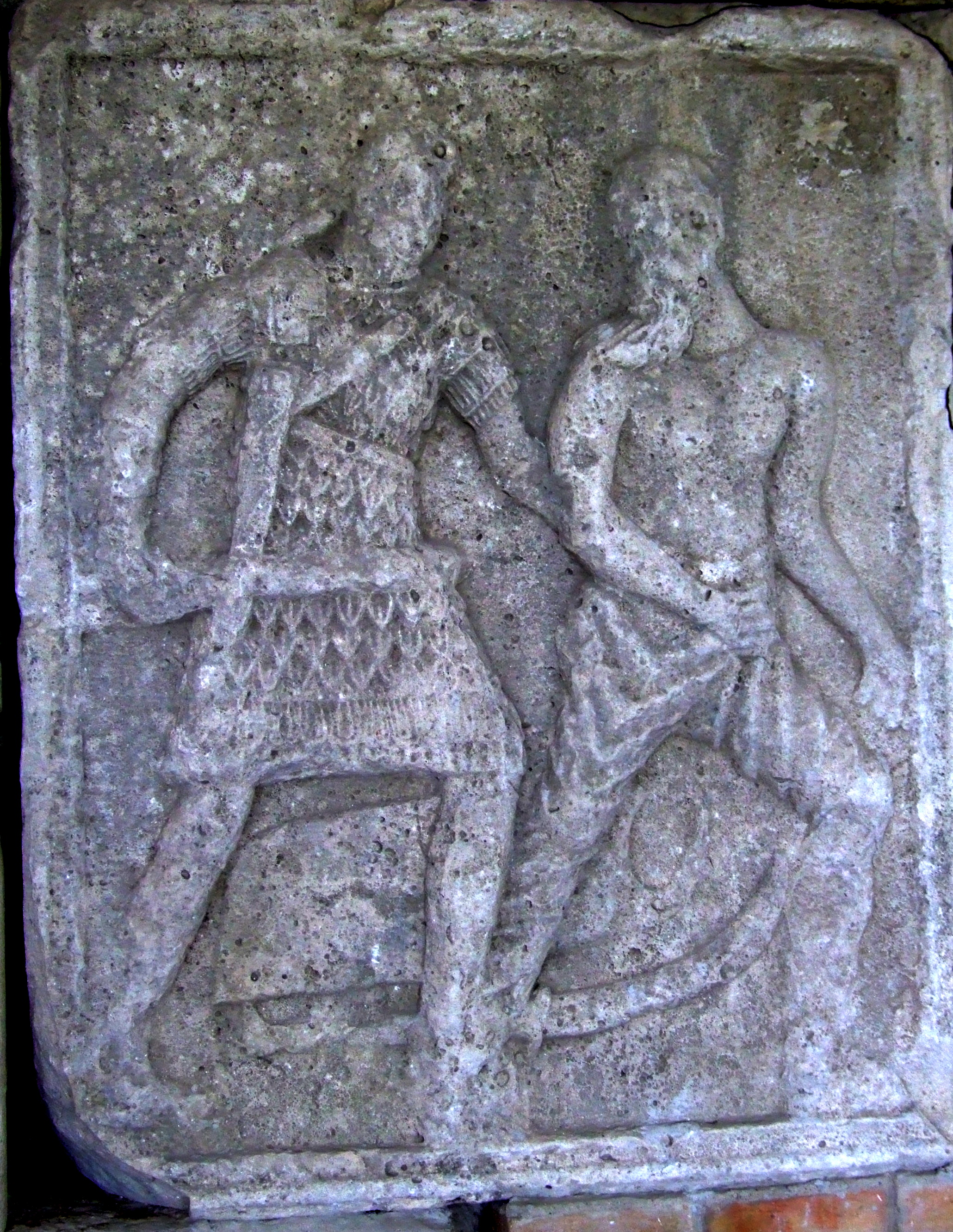
Soldații daci erau înarmați cu seceri numite Falx (Adamclisi, monumentul Tropaeum Traiani)

Armata daco-geților era compusă din pedestrime și din corpuri de cavalerie. Termenii tratatului de pace încheiat de Decebal cu Domițian, precum și cei ai condițiilor capitulării impuse de Traian arată clar că armata dacilor fusese instruită și dotată urmând modelul armatei romane; că avusese, un timp, în serviciul ei instructori și ingineri militari romani; și că în dotarea ei intraseră și arme și mașini de război romane (fapte care au asigurat un înalt potențial de război și o foarte bună pregătire de luptă).

### Cetăți și puncte fortificate
Cetățile și așezările fortificate (unele datând din perioada anterioară formării statului lui Burebista) constituie dovezi elocvente privind nu numai aspectele militare defensive, ci și tehnica cu totul remarcabilă de inginerie militară a acestor construcții. Numărul lor este considerabil. Numai în regiunea Moldovei au fost descoperite până acum peste 20, datând din epoca cuprinsă între secolele VI-III î.e.n.
Dintre cetățile din această zonă a Moldovei, de-a dreptul impresionante erau îndeosebi cea din Stâncești (jud. Botoșani) și Bâtca Doamnei, de lângă orașul Piatra Neamț. Stâncești și Bâtca Doamnei au fost construite la date diferite, nu aveau exact aceeași destinație (Bâtca Doamnei era probabil și un centru politic, nu numai economic și religios) și nu corespund exact acelorași structuri. Prima întinzându-se pe o suprafață de 45 ha, era apărată pe o lungime de un kilometru de un val de pământ lat (la bază) de 20-22 m și având o înălțime care, încă și azi, atinge 5,5 m; în timp ce șanțul (din care s-a săpat pământul pentru val) era lat de 20 m și adânc de 7 m, în medie. A doua, cetatea de la Bâtca Doamnei, construită pe un pisc înalt de 140 m de la nivelul Văii Bistriței, era închisă din două părți, la început de un val de pământ și de piatră lat de 6 m; iar ulterior, de un zid din lespezi de piatră (spațiul dintre paramenți - dublul zid de lespezi fiind umplut cu pământ și piatră de râu).
Dar centrul defensiv al statului dac, situat în jurul centrului politic și administrativ, era constituit din sistemul de cetăți și puncte fortificate (cetăți puternice, fortărețe, turnuri izolate de apărare sau de supraveghere) din Munții Orăștiei: "un sistem de fortificații ce nu-și are egal, nu numai la noi, dar nici în altă parte a Europei" (I. H. Crișan).

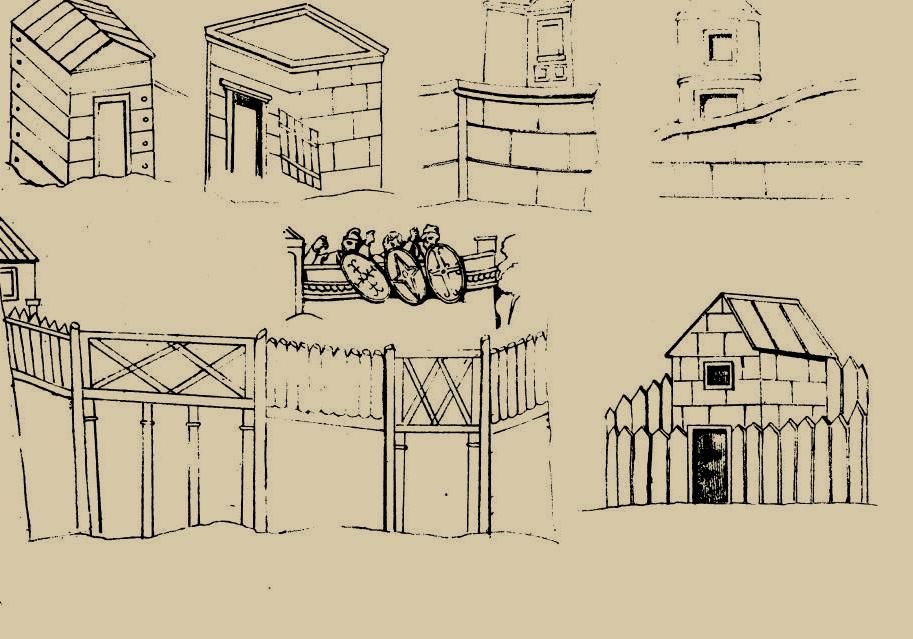
Arhitectură dacică

La construcția lor au lucrat desigur și arhitecți și meșteri greci, după cum o dovedește tehnica elenistică folosită. Numărul de aproximativ 40 de cetăți (câte au fost explorate arheologic până acum) din acest sistem și din alte zone cuprinse în interiorul arcului carpatic, dar mai ales exemplele celor din Blidaru, Costești și Grădiștea Muncelului, sunt suficiente pentru a reda o idee clară, atât despre monumentalitatea lor, cât și despre concepția și tehnica constructorilor lor.
Puternica cetate de pe piscul Blidaru, cu două incinte ocupând o suprafață de aproape 6000 m² avea șase masive turnuri exterioare de apărare, poartă de intrare "în șicană", "cu piedică", platforme de apărare, un fel de cazemate, și o dublă incintă, din blocuri de piatră fasonată. În general grosimea zidurilor complexului defensiv din Munții Orăștiei varia între 2 și 4 m. Cetatea de la Costești era apărată mai întâi de un val de pământ larg de 6-8 m la bază. Creasta valului era întărită cu o palisadă, din trunchiuri groase de lemn; în dosul valului, urma zidul de piatră, gros de 3 m și mai multe bastioane. Între cele două paramente de zid din blocuri tăiate regulat (legate între ele de bârne groase, prinse la capete în jgheaburile săpate într-un bloc exterior și altul interior) era umplutura de pietre și pământ. În centrul sistemului defensiv din Munții Orăștiei, cetatea de la Grădiștea Muncelului (situată la o altitudine de 1200 m) închidea între zidurile ei o suprafață de 3 ha. Aici este de localizat Sarmizegetusa, probabil localitatea de reședință a regilor daci. Zidul de piatră perfect ecarisată al incintei militare (cu mai multe turnuri de apărare) atingea inițial o înălțime mai mare decât cea păstrată până azi. Iar unul din turnurile de apărare din incinta cetății trebuie să fi avut înălțimea de 15 m. În Transilvania, așezările fortificate apar încă din mileniul al II-lea î.e.n.; iar la începutul mileniului I î.e.n., acestor întărituri (cu val de pământ, șanț și palisadă) li se adaugă și ziduri de piatră brută. Din perioada cuprinsă între secolele VIII-IV î.e.n. se cunosc peste 33 de asemenea așezări fortificate (proto-dacice s-ar putea spune) unele din ele acoperind întinderi apreciabile: 67 ha așezarea de la Cornești, 78 ha cea de la Sântana (conform lui I. H Crișan).

## Cunoștințe științifice

### Medicina dacilor
Platon, în dialogul său Harmides, 156 e - 157 b, îi atribuie lui Socrate unele afirmații despre medicii traci ai lui Zamolxis, care credeau că tot așa cum nu se cuvine să încercăm a vindeca ochii fără a fi vindecat capul, tot așa nu trebuie să tămăduim capul fără a ține seama de trup, cu atât mai mult nu trebuie să încercăm a vindeca trupul fără a încerca sa tămăduim sufletul.
Arian, în Fragmente, III, 37, scrie despre descântecele și vrăjile menite să îndepărteze influențele malefice sau, dimpotrivă, să le atragă contra unor oameni. Acestea erau stăpânite mai ales de către femei.
Geto-dacii aveau și cunoștințe farmaceutice . Medicul grec Discoride (De materia medica, II-IV) reproduce 35 de denumiri de plante medicinale din limba dacă la care Pseudo-Apuleius mai adaugă încă 14.
La Sarmizegetusa a fost descoperită o trusă medicală, care conținea printre altele și o tabletă medicamentoasă din cenușă de la vulcanii mediteraneeni, cenușă folosită ca absorbant pentru răni.
La Poiana s-a găsit un craniu dac cu urme de trepanații.

### Astronomia dacilor
Hadrian Daicoviciu pe baza teoriilor lui Constantin Daicoviciu presupune că la Sarmizegetusa, pe lângă construcții religioase există și un templu-calendar. Demonstrația lui se bazează pe faptul că marele sanctuar circular din incinta sacră de la Sarmizegetusa cuprinde trei cercuri concentrice (un cerc din blocuri de andezit, unul din stâlpi de andezit și un cerc de stâlpi groși din lemn).

### Limba
Cunoscutul geograf grec din epoca romană, Strabon, afirmă despre daci că "au aceeași limbă ca și geții" care "sunt mai bine cunoscuți de eleni, deoarece se mută des de pe o parte pe alta a Istrului și totodată mulțumită faptului că s-au amestecat cu tracii și cu misii." Din afirmația lui Strabon se deduce o relație lingvistică între daci și geți, dar totodată o relație între limba vorbită de daci și cea vorbită de traci. Geograful grec însă nu își argumentează afirmația, opinia sa nefiind confirmată direct de alți autori.
Indirect, prin faptul că romanii i-au numit daci pe geți, așa cum susține printre alții și Pliniu cel Bătrân, se poate considera și o anumită relație lingvistică. 
O altă sursă privind limba dacilor se regăsește în Tristele și în Scrisorile din Pont ale poetului roman exilat la Tomis, Publius Ovidius Naso, care inițial mărturisește că nu înțelege limba vorbită de geți și că geții, la rândul lor, râd prostește la auzul poemelor recitate de Ovidiu. Poetul, însă, afirmă ulterior că a învățat limba geților și că a și scris un volum în limba acestora, în al șaselea an de exil, acesta fiind azi pierdut..

### Scrierea dacilor
Textul lui Iordanes, Getica, arată că unele din legile naturii ale lui Deceneu au fost chiar transcrise.
Citând o lucrare a lui Androtion, Claudius Aelianus (Felurite istorioare, VIII, 6) scrie că se spune că dintre vechii traci nimeni nu cunoștea scrierea. Dar tot el adaugă Aceste informații le spune Androtion, dacă el poate fi pentru cineva un martor vrednic de încredere cu privire la cunoașterea scrisului și lipsa de învățătură a tracilor.
Aristotel, contemporan cu Androtion, se întreabă în Probleme, XIX, 28 - De ce se numesc legi unele cântece? Oare pentru că înainte de cunoașterea literelor se cântau, ca să nu se uite, precum era obiceiul la agatârși?. Această populație este localizată de Herodot la izvoarele Mureșului.
Dio Cassius (Istoria romană, LVIII, 7, 1.) ne spune că Domițian trimisese la Roma între altele și o pretinsă scrisoare a acestuia, despre care se spune că a plăsmuit-o el. În aceeași lucrare, Dio Cassius mai arată că în momentul în care Traian a pornit împotriva geto-dacilor și se apropia de Tapae... i s-a adus o ciupercă mare, pe care era scris cu litere latine că atât ceilalți aliați, cât și burii sfătuiesc să se întoarcă și să facă pace.
Arheologul și istoricul român Constantin Daicoviciu consideră că pe vremea lui Burebista, scrisul era folosit pentru însemne religioase, politice, cu litere grecești, iar în vremea lui Decebal s-a trecut la caracterele latine. Constantin Daicoviciu consideră însemnările de pe unele balustrade ale unui zid de la Grădiștea Muncelului reprezintă un album de nume de regi, mari preoți și alți demnitari (Istoria României, I, 1969, p. 327-328).
Pe un vas descoperit la Ocnița-Cosota (jud. Vâlcea) apare inscripția în greacă Regele Thiamarcos. Pe un alt vas găsit la Grădiștea Muncelului scrie cu litere latine DECEBALUS PER SCORILO, interpretat ca Decebal, fiul lui Scorilo sau o simplă marcă de olar.

## Religia

### Zalmoxis

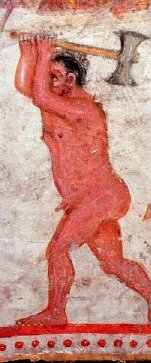
Zalmoxis. Detaliu din Mormântul tracic de la Aleksandrovo, Bulgaria.

Zalmoxis este considerat de unii istorici ca fiind zeul suprem din panteonul geto-dacic, de unde concluzia unora cu privire la monoteismul geto-dacilor care ar fi facilitat convertirea acestora la creștinism, idee ce se află în opoziție cu opinia conform căreia religia geților ar fi fost una politeistă, precum erau religiile celorlalte popoare indo-europene. Alți istorici îl consideră doar patronul lumii subpămîntene, al împărăției morților, având, astfel, caracter htonic, dar a fost identificat și cu Gebeleizis, zeu geto-dac al furtunii, trăsnetelor și al fulgerelor.

#### Mitul lui Zamolxis
Mitul lui Zamolxis este redat diferit în numeroasele relatări antice, dar posibil ca varianta lui Herodot să fie cea mai apropiată de varianta reală, datorită faptului că este varianta cea mai detaliată și pentru că părintele istoriei s-a inspirat din medii culturale apropiate de societatea getică, și anume a cules date din coloniile grecești pontice pe care le-a vizitat.
Pe scurt, pasajele lui din Cartea IV, 93-96, redau intenția de a explica credința în nemurire a geților, și anume după moarte ei merg la Zalmoxis. Sunt descrise și ritualurile de trimitere a solilor la Zalmoxis (aruncarea în suliți) ca și alte rituri (tragerea de săgeți către cer).
Urmează un pasaj destul de controversat referitor la Zalmoxis: după ce și-a petrecut  o parte din viață în Samos, ca sclav, dar și discipol al filozofului Pitagora, Zalmoxis se reîntoarce printre ai săi. Majoritatea cercetătorilor consideră acest pasaj ca pe o intenție de a-l așeza pe Zalmoxis, și prin el întreaga cultură geto-dacă în tradiția spiritualității grecești.
Se descriu în continuare faptele lui Zalmoxis-omul după întoarcere: introducerea dogmei imortalității omului și alte rituri (tot de esență pitagoreică: ospețele comune) și actului retragerii într-o locuință subterană, urmat de apariții periodice ale sale.
La încheiera pasajului chiar Herodot își exprimă neîncrederea în unele detalii exprimate de el, mai ales asupra legăturii directe dintre Zalmoxis și Pitagora. Totuși pasajul a fost reluat de numeroși autori, ale căror scrieri despre Zalmoxis pot fi încadrate tradiției lui Homer: Hellanicos  (Obiceiuri barbare, 73), Clement din Alexandria  (Covoarele, I, IV), Origene  (Împotriva lui Celsus, II, 15), Iamblich  (Viața lui Pythagoras, XXX, 73), Porphyrius din Tyros (Viața lui Pythagoras, 14), Suidas (Lexicon, 500).
Principalele forme folosite ale numelui în izvoarele străvechi sunt Zalmoxis, Zamolxis sau Salmoxis. Originea numelui este incertă, dar mulți cercetători fac apropierea cu cuvântul zemel (pământ), termen de origine indo-europeană. Pe această bază, Ioan I. Russu consideră că Zalmoxis era o zeitate a pământului.

### Ritualuri și ceremonii

#### Ritualuri la naștere
Herodot (Istorii, V, 4), Valerius Maximus (Facta et dicta memorabila, II, 6, 12) și Pomponius Mela (Descrierea pământului, II, 16) relatează că tracii erau întristați la nașterea unui copil, tristețe manifestată prin plânsul rudelor apropiate, pentru că nu vedeau în viața pământească decât suferințe și greutăți.

#### Ritualuri funerare
Herodot în Istorii, V. 8, spune despre traci, în general, că expun mortul timp de trei zile după ce mai întâi l-au jelit; apoi jertfesc tot felul de victime și-i celebrează un ospăț. Apoi, după ce l-au ars, îl îngroapă sau îl îngroapă nears. Tot Herodot spune că cea mai iubită dintre neveste era sacrificată pe mormântul soțului său. Această descriere apare și la Pomponius Mela (Descrierea pământului, II, 2, 16), care în plus arată că celelalte femei jelesc cu glas tare și își arată deznădejdea prin plânsete foarte puternice. Hellanicos scrie în Obiceiuri barbare, 73, că geții aduc jertfe și benchetuiesc ca și cum mortul se va întoarce. Mai târziu, Eustathius afirmă că este în obiceiul geților ca femeia să fie ucisă pentru bărbatul ei, atunci când acesta decedează.

#### Ritualuri de sacrificiu
Riturile de sacrificiu aveau ca scop atragerea binefacerilor unei divinități pentru comunitate prin jertfirea unor animale, oameni sau chiar ofrande vegetale.

### Sacerdoții
Sacerdoții erau marii preoți dar și oamenii politici. Iordanes, în Getica, 71, scrie, despre că în vremea lui Burebista sacerdoții erau recrutați dintre bărbații cei mai de seamă și mai înțelepți, pe care (Deceneu) i-a învățat teologia, i-a sfătuit să cinstească anumite divinități și sanctuare, făcându-i preoți și le-a dat numele de pileați.

## Arta și cultura

### Folclorul dacilor
Practicile ceremoniale se împleteau cu muzică și dansuri, ducând la un sincretism al formelor de expresie care a rămas specific folclorului și obiceiurilor populare.
Xenophon în Anabis,VI,1,5, scrie despre dansurile războinice ale tracilor, între care unul cu caracter colectiv, în care mai mulți dansatori înarmați simulau înfrângerea unor dușmani. Posibil ca aceste dansuri să fi existat și la tracii nord-dunăreni și să fi stat la baza Călușului românesc.
În Tristele lui Ovidius apare versul Păstorul cânta din fluierele lui lipite cu smoală (V,25.). Herodot mai amintește toba folosită de geți, iar Athenaios menționează fluierele și o liră specific getică, numită magadis. O informație dată de Teopomp și păstrată de Athenaios în Banchetul înțelepților, XIV, 24, ne spune că geții cântă din citerele pe care le aduc cu ei, când se găsesc într-o solie.
B.P.Hașdeu consideră că doina are o origine geto-dacă și nu romană, deoarece romanii preferau genul epic spre deosebire de strămoșii românilor care preferau genul liric. În baza acestei idei B.P.Hașdeu aduce un argument privind continuitatea culturii geto-dacice după cucerirea și retragerea romană din Dacia.

### Moșteniri daco-getice în cultura română
Rolul pe care l-au avut daco-geții în cultura românească este unul foarte însemnat. Pe lânga faptul că folclorul românesc, arta plastică, muzica, dansurile, ritmurile, obiceiurile, ceramica românești conțin urme ale civilizației acestui popor al tracilor, lexicul românesc conține 100-200 cuvinte de origine dacică, ce denumesc părți ale corpului omenesc, funcții fiziologice, boli, stări afective, relații familiale, încălțăminte, îmbrăcăminte, locuință, gospodărie, floră și faună (cele mai multe) etc.
Pe lângă celelalte moșteniri daco-getice, cuvintele de origine dacică, intrate definitiv în fondul principal lexical al limbii române, arată încă o dată că poporul român este continuatorul civilizației și culturii daco-geților.

## Geto-dacii în izvoarele istorice
În scrierile lor cu caracter literar și istoric, Sofocle, Herodot și Tucidide oferă primele informații despre geto-daci, populațiile ce trăiau în regiunile Dunării de Jos.
Tucidide nota că:
"... tracii locuiesc între Munții Haemus și Rodopi, ..., după aceea, dacă treci munții Haemus, dai peste geți stabiliți dincoace de Istru, mai ales în vecinătatea Pontului Euxin. Geții și populația din acest ținut se învecinează cu sciții"